# Résolution 32 du Conseil de sécurité des Nations unies
Membres permanents
- Chine
- États-Unis
- France
- Royaume-Uni
- URSS

Membres non permanents
- Australie
- Belgique
- Brésil
- Colombie
- Pologne
- Syrie

Résolution no 31 Résolution no 33
La résolution 32 est une résolution du Conseil de sécurité de l'ONU qui a été votée le 26 août 1947 et qui :
- rappelle aux Pays-Bas et à l'Indonésie la résolution 27 du 1er août 1947 et son exigence de cessez-le-feu,
- invite les deux parties à se conformer strictement à cette résolution.

L'abstention est celle du Royaume-Uni.

## Texte
- Résolution 32 sur fr.wikisource.org
- Résolution 32 sur en.wikisource.org